# Силагадзе, Автандил Багратович
Автандил Багратович Силагадзе (груз. ავთანდილ ბაგრატოვიჩი სილაგაძე; род. 5 февраля 1954) — советский и грузинский экономист, доктор экономических наук, профессор, академик Академии наук Грузии (2013; член-корреспондент с 2001). Лауреат Государственной премии Грузии в области науки и техники (2004).

## Биография
Родился 5 февраля 1954 года в Тбилиси, Грузинской ССР.
С 1972 по 1977 год обучался на экономическом факультете Тбилисского государственного университета. С 1977 по 1980 год обучался в аспирантуре этого университета, а с 1985 по 1988 год в докторантуре Тбилисского государственного института иностранных языков.
С 1981 года на педагогической работе в Тбилисском государственном университете в должностях: с 1981 по 1992 год — доцент, профессор и заместитель декана экономического факультета, с 1986 по 1992 год — декан экономического факультета, с 1992 по 1994 год — профессор, с 2004 по 2008 год — заместитель ректора этого университета, с 2014 по 2019 год — профессор и  и заведующим кафедрой международной экономики и экономической истории факультета экономики и бизнеса.
Одновременно с педагогической занимался и политической деятельностью: с 1992 по 1998 год — председатель Контрольной палаты Министерства по управлению государственным имуществом. С 2004 по 2008 год являлся депутатом Парламента Грузии.

### Научно-педагогическая деятельность и вклад в науку
Основная научно-педагогическая деятельность А. Б. Силагадзе была связана с вопросами в области экономики, в том числе мировой, европейской, национальной и постсоветской, истории экономической теории. А. Б. Силагадзе являлся — членом Учёного совета Тбилисского государственного университета, членом Международного союза экономистов, членом Правления Национального научного фонда имени Шота Руставели и Ассоциации экономистов Грузии. 
В 1980 году защитил кандидатскую диссертацию по теме: «Компактные расширения конечного порядка вполне регулярных пространств и их непрерывных отображений», в 1989 году защитил докторскую диссертацию на соискание учёной степени доктор экономических наук по теме: «Когомологии со значениями в полугруппах». В 1992 году ему присвоено учёное звание профессор. В 2001 году был избран член-корреспондентом, а в 2013 году — действительным членом НАН Грузии. А. Б. Силагадзе было написано более двухсот научных работ, в том числе монографии, на различных языках мира.

## Награды
- Государственная премия Грузии в области науки и техники (2004)